# Криловка (Бакчарський район)
Крило́вка (рос. Крыловка) — присілок у складі Бакчарського району Томської області, Росія. Входить до складу Високоярського сільського поселення.

## Населення
Населення — 218 осіб (2010; 281 у 2002).
Національний склад (станом на 2002 рік):
- росіяни — 94 %